# اریش (خوسف)
اریش روستایی در دهستان خوسف بخش مرکزی شهرستان خوسف استان خراسان جنوبی ایران است.

## جمعیت
بر پایه سرشماری عمومی نفوس و مسکن در سال ۱۳۹۵ جمعیت این روستا کمتر از ۹ خانوار بوده‌است.